# Улугбекия
Улугбекия (лат. Ulugbekia) — монотипный род многолетних травянистых растений семейства Бурачниковые (Boraginaceae). Включает единственный вид — Улугбекия чимганская (Ulugbekia tschimganica).
Ранее растение относили к родам Арнебия или Воробейник.

## Название
Род назван в честь Улугбека — средневекового правителя Самарканда, внука Тамерлана и выдающегося астронома, автора знаменитого звёздного каталога Гурганский зидж.

## Ботаническое описание
Многолетнее травянистое, мохнато-волосистое растение, 20—60 см высотой. Корневище тёмное, многоглавое. Листья многочисленные, очередные, продолговато-ланцетные, серовато-зеленые, до 6—8 см длиной и 2 см шириной. Соцветия в виде завитков. Венчик ярко-жёлтый.
Цветение в апреле—мае, семена созревают в июне—июле.

## Распространение
Встречается на травянистых склонах и среди кустарников зарослей нижнего и верхнего пояса гор Северного и Западного Казахстана.

## Химический состав
В растении содержатся разнообразные активно действующие вещества, в семенах — жирное масло.

## Синонимика
- Arnebia tschimaganica (B.Fedtsch.) G.L.Zhu
- Lithospermum tschimganicum B.Fedtsch.basionym
- Macrotomia tschimganica (B.Fedtsch.) Popov & Zakirov